# 용궁 이씨
용궁 이씨(龍宮李氏)는 경상북도 예천군 용궁면을 본관으로 하는 한국의 성씨이다. 시조는 여주 이씨의 후손인 이정식(李禎植)이다.

## 참고 자료
- “용궁이씨(龍宮李氏)”. 뿌리를 찾아서.[깨진 링크(과거 내용 찾기)]